# السهوة
السهوة أو السهوى هي قرية تقع في سهل حوران وتتبع إدارياً ناحية المسيفرة في محافظة درعا جنوب سوريا، وتبعد عن مركز المحافظة مسافة 24 كم نحو الشرق. تسمَّى أيضاً سهوة القمح لخصوبة تربتها. تقع في البلدة أثار رومانية وبيزنطية وغسانية، مثل القصر الذي لا يزال قائماً ويتألف من دورين، إضافة إلى عدة مبانٍ أثرية إلى الشرق من جامع القرية. وهناك آثار تاريخية قديمة أخرى، منها البركة والآبار والمدافن، مما يجعل من قرية السهوة قرية أثرية وتاريخية.